# 세이빙 산타
《세이빙 산타》(Saving Santa)는 2013년 공개된 영국의 애니메이션 영화이다. 토니 노티지가 제작 및 각본을 맡고 레온 주센이 감독하고 토니 노티지, 테리 스톤 및 닉 시무넥이 제작한 2013년 애니메이션 크리스마스 코미디 영화이다. 영화는 비디오 영화로 개봉되었다.

## 줄거리
마구간에서 일하는 보잘것없는 엘프인 버나드는 북극에 닥친 침략을 막을 수 있는 유일한 존재라는 사실을 깨닫게 된다. 그는 산타의 썰매에 숨겨진 비밀, 즉 타임글로브를 이용하여 시간을 거슬러 올라가 산타를 두 번이나 구해야 하는 임무를 맡게 된다.

## 배역
더빙
- 버나드 (EXO-K 수호)
- 네빌 (신동엽)
- 샤이니 (정은지)

## 같이 보기
- 크리스마스 영화 목록